# Polygala callispora
Polygala callispora är en jungfrulinsväxtart som beskrevs av Chod.. Polygala callispora ingår i släktet jungfrulinssläktet, och familjen jungfrulinsväxter. Inga underarter finns listade i Catalogue of Life.